# Under the Skin (film, 1997)
Pour les articles homonymes, voir Under the Skin.
Under the Skin est un film britannique sorti en 1997 écrit et réalisé par Carine Adler.

## Distribution
- Samantha Morton : Iris Kelly
- Claire Rushbrook : Rose Kelly